# کامیلو رومرو
کامیلو رومرو (انگلیسی: Camilo Romero؛ زادهٔ ۳۰ مارس ۱۹۷۰) بازیکن و مربی فوتبال اهل مکزیک بود.
از باشگاه‌هایی که در آن بازی کرده‌است می‌توان به باشگاه فوتبال گوادالاخارا، باشگاه فوتبال کرتارو، باشگاه فوتبال پوئبلا، باشگاه فوتبال لئون، و باشگاه فوتبال پاچوکا اشاره کرد.
وی همچنین در تیم‌های ملی فوتبال مکزیک، و مکزیک، بازی کرده‌است.